# Broken Arrow (album)
Broken Arrow je dvacátétřetí studiové album kanadského hudebníka Neila Younga, vydané v červenci 1996 u vydavatelství Reprise Records. Young je zde doprovázen skupinou Crazy Horse a nahráno bylo mezi březnem a dubnem 1996 ve studiu Plywood Digital ve Woodside v Kalifornii. Producentem alba byl Neil Young. Vedle autorských písní je zde také coververze písně „Baby What You Want Me to Do“ od Jimmyho Reeda (jde o nahrávku z koncertu).

## Seznam skladeb
| Pořadí | Název                                | Autor      | Délka |
| ------ | ------------------------------------ | ---------- | ----- |
| 1.     | Big Time                             | Neil Young | 7:24  |
| 2.     | Loose Change                         | Young      | 9:49  |
| 3.     | Slip Away                            | Young      | 8:36  |
| 4.     | Changing Highways                    | Young      | 2:28  |
| 5.     | Scattered (Let's Think About Livin') | Young      | 4:13  |
| 6.     | This Town                            | Young      | 2:59  |
| 7.     | Music Arcade                         | Young      | 3:59  |
| 8.     | Baby What You Want Me to Do          | Jimmy Reed | 8:08  |

## Obsazení
- Neil Young – kytara, klavír, harmonika, zpěv
- Frank „Poncho“ Sampedro – kytara, zpěv
- Billy Talbot – baskytara, tamburína, zpěv
- Ralph Molina – bicí, perkuse, zpěv